# Ricardo Clarke
Pour les articles homonymes, voir Clarke.
Ricardo Mauricio Clarke Hamilton, né le 27 septembre 1992 à Panama, est un footballeur international panaméen, qui évolue au poste d'attaquant au Boavista FC, en Primeira Liga.

## Biographie

### Carrière en club
Le 22 septembre 2012, il est prêté au Wellington Phoenix qui évolue en A-League, à la suite de la blessure de Dani Sánchez, où il dispute deux rencontres en championnat.
Le 13 août 2013, il rejoint le Zamora FC qui évolue en Primera División. Puis, le 26 août, il fait ses débuts en Primera División face au Deportivo Lara, lors d'une victoire 2-0.
Le 3 juillet 2017, il signe un contrat de 3 ans avec le Boavista FC qui évolue en Primeira Liga.

### Carrière internationale
Ricardo Clarke compte 3 sélections avec l'équipe du Panama depuis 2016.
Il est convoqué pour la première fois en équipe du Panama par le sélectionneur national Hernán Darío Gómez, pour un match amical contre le Salvador le 17 février 2016. Il commence la rencontre comme titulaire, et sort du terrain à la 67e minute de jeu, en étant remplacé par Carlos Small. Le match se solde par une victoire 1-0 des Panaméens. 
Le 22 juin 2017, il fait partie des 23 appelés par le sélectionneur national pour la Gold Cup 2017, où il joue une rencontre.

## Palmarès

### En club
- Avec le Sporting San Miguelito
  - Champion du Panama en 2013 (clôture)

- Avec le Zamora FC
  - Champion du Venezuela en 2014, 2015 et 2016

### Distinctions personnelles
- Élu meilleur buteur du Championnat du Panama en 2013 (clôture) (10 buts)